# Giuseppe Calò
Giuseppe Calò, soprannominato Pippo (Palermo, 30 settembre 1931), è un mafioso italiano, legato a Cosa nostra. A lui si fa riferimento come il "cassiere di Cosa nostra" perché fortemente coinvolto nella parte finanziaria dell'organizzazione, soprattutto nel riciclaggio di denaro.

## Biografia
Nato e cresciuto a Palermo, è nipote di Paolo Calò, storico portiere del Palermo Calcio (accusato da Tommaso Buscetta di essere anche lui mafioso). Ha lavorato come commesso in un negozio di vendita di tessuti e in seguito lavorò anche come macellaio e barista. All'età di diciotto anni, Calò si segnalò per aver inseguito e ferito a colpi di pistola l'assassino del padre, Francesco Scaletta, per il quale finì in carcere per la prima volta. Scaletta venne poi crivellato di colpi in un successivo agguato, probabilmente per mano di Gerlando Alberti e Salvatore Filippone, figlio del boss Gaetano. Per queste sue peculiarità, all'età di 23 anni, Calò venne affiliato nella famiglia mafiosa di Porta Nuova, prestando giuramento tra le mani di Tommaso Buscetta, e iniziò numerose attività in imprese legali come rappresentante di tessuti a Palermo, aprì un bar e si occupò di un distributore di benzina (rilevato con un socio, Salvatore Maggiolini, cui cedette l'attività con un ricavato di 6 milioni delle vecchie lire).

## Carriera criminale
Nel 1963 venne scelto come nuovo capo della famiglia di Porta Nuova in seguito alla morte per vecchiaia del boss Gaetano Filippone. Sempre nello stesso anno, venne denunciato per associazione a delinquere insieme a Gerlando Alberti e altri mafiosi. In questo periodo Calò divenne il principale fiancheggiatore del boss Luciano Liggio e del suo vice Salvatore Riina: secondo le concordi testimonianze di Tommaso Buscetta e Leonardo Vitale, l'omicidio del procuratore Pietro Scaglione venne eseguito dagli stessi Liggio e Riina nel quartiere Danisinni, territorio della cosca di Calò, che fornì anche i suoi uomini per il sequestro del costruttore Luciano Cassina ordinato da Riina. Arrestato per il sequestro Cassina, Calò fu rilasciato in libertà provvisoria dopo soli venti giorni di detenzione e nel 1973 fu accusato da Leonardo Vitale (definito "il Joe Valachi di Altarello") di diversi reati (dall'omicidio alle estorsioni), costringendolo a darsi alla latitanza.
Nel 1974, quando venne ricostruita la cosiddetta "Commissione", Calò entrò a farne parte come capo del mandamento di Porta Nuova, che comprendeva le famiglie di Borgo Vecchio, Palermo centro e Porta Nuova.
Secondo le indagini, a metà degli anni '70 Calò rafforzò i rapporti con figure storiche della Camorra napoletana, come Lorenzo Nuvoletta, allora uno dei più potenti capi di tutta la Campania e Vincenzo Lubrano, fedelissimo di Nuvoletta.
Secondo la testimonianza di Giovanni Brusca, Calò era molto amico di Stefano Bontate e di Salvatore Inzerillo, ma se ne distaccò nel 1980, quando uccisero il Procuratore della Repubblica Gaetano Costa nel suo territorio senza il suo permesso. Quindi si avvicinò ai Corleonesi di Totò Riina e cercò di convincere Buscetta a passare dalla loro parte ma con scarso successo.

### Il trasferimento a Roma: la banda della Magliana, l'eversione nera e i legami con il mondo imprenditoriale e finanziario
All'inizio degli anni settanta Calò si trasferì a Roma sotto la falsa identità di Mario Aglialoro e si legò alla Banda della Magliana, tenendo rapporti con frange eversive dell'estrema destra e ambienti finanziari. Infatti, secondo la testimonianza di Maurizio Abbatino, nel primo periodo a Roma, Calò si occupò inizialmente del gioco clandestino e poi, insieme al boss Stefano Bontate, controllò la distribuzione dell'eroina ai gruppi malavitosi di Testaccio, della Magliana e di Ostia-Acilia; dopo l'uccisione di Bontate da parte dei Corleonesi, il traffico di eroina dalla Sicilia a Roma continuò, controllato soltanto da Calò.
Tuttavia il grosso degli investimenti di Calò riguardava il mercato immobiliare: servendosi di costruttori-prestanome (come Danilo Sbarra e Luigi Faldetta), avviò diverse speculazioni edilizie in Sardegna insieme a due faccendieri appartenenti alla Banda della Magliana, Domenico Balducci e Ernesto Diotallevi, e con l'aiuto determinante di Flavio Carboni, il quale, grazie ai suoi legami politici e massonici, procurava le licenze, le autorizzazioni e nuovi soci in affari; l'obiettivo del gruppo era riciclare il denaro proveniente dai sequestri di persona e dal traffico di eroina. Calò cercò anche di accaparrarsi la cosiddetta operazione Siracusa (il progettato risanamento del centro storico e del porto di Ortigia), per la quale creò diverse società insieme a Carboni e versò diversi milioni di lire a Balducci come anticipo: tuttavia, l'operazione non andò in porto e, siccome Balducci non volle restituire la somma versata, nel 1981 Calò lo fece assassinare dai testaccini Danilo Abbruciati, Enrico De Pedis e Raffaele Pernasetti.
Le indagini sull'omicidio di Domenico Balducci e sugli affari ambigui di Flavio Carboni, condotte dal giudice Ferdinando Imposimato, fecero emergere la galassia di interessi economici che ruotavano intorno alla figura di Mario Aglialoro (identificato in Calò solo dopo le dichiarazioni di Tommaso Buscetta) e, per ritorsione a queste inchieste, fu assassinato nel 1983 il fratello del magistrato, il sindacalista Franco Imposimato.
In particolare, secondo quanto riferiscono i collaboratori di giustizia Tommaso Buscetta e Francesco Marino Mannoia, Calò, grazie alle sue conoscenze negli ambienti finanziari, curava gli interessi economici del clan dei Corleonesi di Totò Riina, avvalendosi di Roberto Calvi e Licio Gelli per il riciclaggio di denaro sporco, che veniva investito nello IOR e nel Banco Ambrosiano, la banca di Calvi. Nel 1981, a seguito del fallimento definitivo del Banco Ambrosiano, Calvi cercherà di salvare il denaro investito da Calò per conto degli altri boss, andato perduto nella bancarotta, però i suoi tentativi falliranno. Nel 1982 Roberto Rosone, vicepresidente del Banco Ambrosiano subentrato a Calvi, sopravvisse a un agguato compiuto da esponenti della Banda della Magliana legati a Calò; Calvi partì per Londra, forse per tentare un'azione di ricatto dall'estero mirata al recupero dei capitali persi, ma il 18 giugno 1982 venne ritrovato impiccato sotto il Blackfriars Bridge.
Secondo il collaboratore di giustizia Gioacchino Pennino, uno degli uomini di fiducia di Calò nella capitale fu l'imprenditore palermitano Gaspare Gambino, presidente del Palermo Calcio nei primi anni '80 e poi della Ternana Calcio, il quale avrebbe curato il riciclaggio di denaro sporco e tenuto i contatti con i politici e con gli esponenti di primo piano della banda della Magliana. Inoltre, come dichiarato dal collaboratore di giustizia Angelo Siino al processo Andreotti, Calò, al pari di Bontate, sarebbe stato in stretti rapporti d'amicizia con il deputato andreottiano Francesco Cosentino (segretario generale della Camera dei deputati e affiliato alla loggia P2 di Licio Gelli, nonché "autore" del famigerato Piano di rinascita democratica) e, secondo la testimonianza di Francesco Marino Mannoia, avrebbe pure procurato un quadro di valore, che sarebbe stato regalato poi da Bontate allo stesso Andreotti, circostanza ritenuta come "non provata con certezza" nel processo a carico dello statista democristiano.
Nel 1983 Calò venne arrestato alla frontiera di Ponte Chiasso perché esibì documenti falsi ma non venne riconosciuto e quindi rilasciato.
Colpito da un mandato di cattura firmato dal giudice Giovanni Falcone a seguito delle rivelazioni dei pentiti Buscetta e Contorno, Calò organizzò il 23 dicembre 1984 l'esplosione di una bomba sul treno Napoli-Milano con 16 morti e 267 feriti (la cosiddetta Strage del Rapido 904 o strage di Natale), per deviare l'attenzione dell'opinione pubblica dalle dichiarazioni dei due pentiti.

## Arresto e condanna
Il 30 marzo 1985, dopo dodici anni di latitanza, Calò fu arrestato dagli uomini della Squadra mobile di Roma mentre rincasava nel suo appartamento in viale Tito Livio, in zona Balduina, in compagnia dei mafiosi Antonino Rotolo e Lorenzo Di Gesù. Nel corso delle perquisizioni, furono sequestrati 380 milioni di lire in contanti, gioielli e quadri di Renato Guttuso e Girolamo Batoni. L'11 maggio la polizia perquisì anche un edificio rustico presso Poggio San Lorenzo, in provincia di Rieti, acquistato da Calò attraverso il suo prestanome Guido Cercola: furono trovati alcuni chili di eroina, un apparato ricetrasmittente, delle batterie, alcuni apparecchi radio, antenne, cavi, armi e diversi tipi di esplosivo, risultati compatibili con quelli utilizzati nella strage del Rapido 904.

### Il carcere e la dissociazione
Nell'ottobre 1993, Calò, nel corso di un'audizione dinanzi alla Commissione stragi presieduta da Libero Gualtieri, si proclamò estraneo alla strage del Rapido 904 e affermò di essere interessato alla riapertura del processo, lasciando balenare l’intenzione di voler fare delle dichiarazioni "importanti": lanciò infatti ambigui messaggi affermando con linguaggio criptico che Pier Luigi Vigna – il pm della Procura di Firenze che lo fece condannare – "è stato cattivo" e che "la mafia non c'entra con quella strage: traete voi le conseguenze e chiedetevi chi ha fatto scappare Schaudinn (l'artificiere della strage n.d.r.)".
Nel settembre 2001, in una lettera inviata alla corte d'assise d'appello di Caltanissetta durante il processo d'appello Borsellino-ter, Calò ammise per la prima volta di aver fatto parte di Cosa nostra, comunicando la scelta di dissociarsi dall'organizzazione mafiosa, pur senza accusare nessuno.
Nel 2004, durante un'udienza del processo-stralcio per le stragi di Capaci e via d'Amelio, fu molto duro il confronto con il collaboratore di giustizia Salvatore Cancemi, il quale lo accusò di aver partecipato allo strangolamento dei due figli di Tommaso Buscetta, Antonio e Benedetto, scomparsi nel 1982 e mai più ritrovati. Al contrario, Calò rispose a Cancemi che lui non era stato capace di fermare Riina quando ordinò le stragi poiché "era stato un pazzo e meritava di essere ucciso".

## Casi giudiziari

### Il Maxiprocesso di Palermo
Calò fu uno tra le centinaia di imputati sottoposti a giudizio durante il Maxiprocesso di Palermo che incominciò nel 1986, nel quale dovette difendersi dalle accuse di associazione mafiosa, traffico di droga e riciclaggio di denaro. Famoso il confronto tra Calò e il pentito Tommaso Buscetta, avvenuto all'udienza del 10 aprile 1986 e considerato il momento più caldo del Maxiprocesso poiché i due boss si trovarono faccia a faccia ad accusarsi reciprocamente dei delitti più efferati. Buscetta infatti accusò Calò di aver fatto uccidere e scomparire i suoi due figli, Antonio e Benedetto, per conto dei Corleonesi di Totò Riina e per la prima volta rivelò che era coinvolto anche nella scomparsa di Giovanni "Giannuzzu" Lallicata, appartenente alla "famiglia" di Porta Nuova e ucciso in quanto amico di Gaetano Badalamenti.
Al termine del processo di primo grado, nel 1987, Calò, riconosciuto colpevole, si vide infliggere una pena detentiva di 23 anni di reclusione, nonostante l'accusa avesse chiesto l'ergastolo.

### Processo sui "delitti politici" Mattarella-Reina-La Torre
Nel 1991 la Procura di Palermo depositò una corposa requisitoria di 1.690 pagine (sottoscritta, tra gli altri, anche da Giovanni Falcone) al termine delle indagini sui "delitti politici" siciliani (le uccisioni di Michele Reina, segretario provinciale della Democrazia Cristiana, di Piersanti Mattarella, presidente della Regione Siciliana, e del deputato comunista Pio La Torre e del suo autista Rosario Di Salvo) in cui si sottolineava il ruolo centrale di Calò quale punto di unione tra forze eversive eterogenee: Cosa Nostra, gli ambienti del Terrorismo nero, la P2 di Licio Gelli e la Banda della Magliana. Sempre la requisitoria firmata dai giudici ipotizzava che Calò, per conto della "Commissione" di Cosa nostra, avrebbe ingaggiato i terroristi neri Giusva Fioravanti e Gilberto Cavallini per uccidere Piersanti Mattarella nel 1980, in un quadro di cooperazione che si ripeterà per la strage del rapido 904 nel 1984.
Il processo di primo grado per gli omicidi Mattarella, La Torre e Reina si aprì nel 1992. All'udienza del 19 novembre 1993, Calò fu messo nuovamente a confronto con Buscetta e, durante il reciproco scambio di accuse, lo apostrofò come "topo di fogna" e negò l'esistenza della "Commissione" ribadita invece da Buscetta.
Nel 1995, al termine del processo di primo grado, Calò venne condannato all'ergastolo insieme agli altri boss della "Commissione" (Salvatore Riina, Michele Greco, Bernardo Brusca, Bernardo Provenzano, Francesco Madonia e Nenè Geraci) mentre i terroristi Fioravanti e Cavallini furono assolti da ogni accusa.

### Il caso Calvi
Nel 1997 Calò e altri quattro (il faccendiere Flavio Carboni, la sua ex fidanzata Manuela Kleinszig e l'ex affarista della Banda della Magliana Ernesto Diotallevi e Silvano Vittor) coinvolti nell'omicidio di Roberto Calvi furono indagati e il loro processo, iniziato nell'ottobre 2005, si concluse nel giugno 2007 con l'assoluzione degli imputati per «insufficienza di prove» da parte della Corte d'Assise. Il caso si chiuse nel 2016 con l'archiviazione dell'indagine-stralcio presso la Procura di Roma sui mandanti dell'omicidio che vedeva indagati una decina di persone, tra cui Licio Gelli, ex capo della Loggia P2.

### Il caso Pecorelli
Secondo alcuni collaboratori di giustizia, Calò sarebbe uno dei responsabili dell'omicidio del giornalista Mino Pecorelli (assassinato il 20 marzo 1979 a Roma) per via dei suoi legami con la Banda della Magliana, che si occupò di eseguire il delitto.
(Documento del Senato della Repubblica)
L'accusa partiva dalle dichiarazioni di Tommaso Buscetta, cui si unirono quelle dei collaboratori di giustizia provenienti dalle file della Banda della Magliana: Antonio Mancini, Vittorio Carnovale, Fabiola Moretti - che poi ritratterà - e Maurizio Abbatino, i quali testimoniarono sui legami di Calò con la Banda, in particolare con Danilo Abbruciati (boss della Banda ucciso a Milano nell'attentato a Roberto Rosone), che furono funzionali all'esecuzione dell'omicidio di Pecorelli, ucciso, a detta di Buscetta, perché entrato in possesso di informazioni compromettenti sul caso Moro che coinvolgevano Giulio Andreotti. Secondo la pubblica accusa, uno dei moventi dell'omicidio andava ricercato nel fatto che Pecorelli si fosse interessato in molteplici occasioni allo scandalo dell'Italcasse, istituto bancario che, in cambio di assegni incassati da Andreotti, avrebbe concesso finanziamenti agevolati e contributi a fondo perduto al gruppo chimico SIR di Nino Rovelli, ai fratelli Caltagirone e alla società Nuova Flaminia facente capo a Domenico Balducci (e quindi riconducibile a Calò).
Dopo tre gradi di giudizio, nell'ottobre del 2003, la Corte di cassazione emanò una sentenza di assoluzione "per non avere commesso il fatto" nei confronti di Calò, imputato insieme a Giulio Andreotti, Claudio Vitalone e Gaetano Badalamenti (accusati di essere i mandanti) e per Massimo Carminati e Michelangelo La Barbera da quella di essere gli esecutori materiali dell'omicidio, bollando le testimonianze dei collaboratori di giustizia come non attendibili.

## Processi

### Condanne
- Rinviato a giudizio nel 1985 insieme ad altre ventotto persone al termine dell'istruttoria del giudice Ferdinando Imposimato[10][8], nel febbraio dell'anno seguente la quinta sezione del Tribunale di Roma condannò Calò a 6 anni di carcere per favoreggiamento e ricettazione ma lo assolse per il reato di associazione a delinquere. Gli altri imputati ebbero solo lievi condanne e diverse assoluzioni[53].
- Nel 1992 la Corte di cassazione rese definitive le condanne per la strage del rapido 904: Calò fu condannato all'ergastolo assieme a Guido Cercola mentre a 24 anni Franco Di Agostino e a 22 Friedrich Schaudinn, il tecnico tedesco che mise a punto il congegno a distanza con il quale venne fatto esplodere il treno[54][55][56].
- Nel 1994, Calò fu condannato all'ergastolo per l'omicidio di 3 pentiti: Salvatore Anselmo, Mario Coniglio e Leonardo Vitale e per quello di Pietro Busetta (un cognato di Tommaso Buscetta) insieme a Salvatore Riina, Francesco Madonia, Bernardo Brusca, Michele Greco e Bernardo Provenzano[57][58].
- Nel 1995, nel processo-stralcio del Maxiprocesso per la strage della circonvallazione, per gli omicidi del generale Carlo Alberto Dalla Chiesa, del capo della mobile Boris Giuliano e del professor Paolo Giaccone, Calò fu condannato all'ergastolo insieme a Bernardo Provenzano, Salvatore Riina, Bernardo Brusca, Francesco Madonia, Nenè Geraci e Francesco Spadaro[59].
- Nel 1997, nel processo per la strage di Capaci in cui persero la vita il giudice Giovanni Falcone, la moglie e la scorta, Calò venne condannato all'ergastolo insieme ai boss Salvatore Riina, Pietro Aglieri, Bernardo Brusca, Raffaele Ganci, Nenè Geraci, Benedetto Spera, Nitto Santapaola, Bernardo Provenzano, Salvatore Montalto, Giuseppe Graviano e Matteo Motisi[60][61].
- Nel 1997, nel processo per l'omicidio del giudice Cesare Terranova e dell'agente Lenin Mancuso, Calò ricevette un altro ergastolo insieme a Michele Greco, Bernardo Brusca, Salvatore Riina, Nenè Geraci, Francesco Madonia e Bernardo Provenzano[62].
- Nel 1998, nel processo per l'omicidio dell'eurodeputato Salvo Lima, venne condannato all'ergastolo insieme a Totò Riina, Francesco Madonia, Bernardo Brusca, Giuseppe Graviano, Pietro Aglieri, Salvatore Montalto, Giuseppe Montalto, Salvatore Buscemi, Nenè Geraci, Raffaele Ganci, Giuseppe Farinella, Benedetto Spera, Antonino Giuffrè, Salvatore Biondino, Michelangelo La Barbera, Simone Scalici e Salvatore Biondo mentre Salvatore Cancemi e Giovanni Brusca vennero condannati a 18 anni di carcere e i collaboratori di giustizia Francesco Onorato e Giovan Battista Ferrante (che confessarono il delitto) vennero condannati a 13 anni come esecutori materiali dell'agguato[63]. Nel 2003 la Cassazione annullò la condanna all'ergastolo per Pietro Aglieri, Giuseppe Farinella, Giuseppe Graviano e Benedetto Spera mentre confermò le altre condanne[64][65].
- Nello stesso anno, Calò è condannato all'ergastolo insieme a Salvatore Riina, Raffaele Ganci, Vincenzo Buccafusca e Giovanni Di Giacomo per gli omicidi dei mafiosi Domenico Balducci e Giovanbattista Brusca, avvenuti a Roma nel 1981[66].
- Nel 1999, a conclusione del processo Borsellino-ter per la strage di via d'Amelio in cui morirono il giudice Paolo Borsellino e gli uomini della scorta, condannò Calò all'ergastolo in qualità di mandante insieme a Giuseppe "Piddu" Madonia, Benedetto Santapaola, Giuseppe Farinella, Raffaele Ganci, Antonino Giuffrè, Filippo Graviano, Michelangelo La Barbera, Giuseppe e Salvatore Montalto, Matteo Motisi, Bernardo Provenzano, Salvatore Biondo (classe 1955), Cristofaro Cannella, Domenico e Stefano Ganci[67].
- Nel 2000 per la strage di via Pipitone, in cui persero la vita il giudice Rocco Chinnici e gli agenti di scorta, Calò fu condannato all'ergastolo assieme a Salvatore Riina, Bernardo Provenzano, Raffaele e Stefano Ganci, Salvatore Buscemi, Antonino Geraci, Antonino e Francesco Madonia, Salvatore e Giuseppe Montalto e Vincenzo Galatolo[68][69].
- Nel 2000 la seconda sezione penale della corte d’assise di Santa Maria Capua Vetere condannò all’ergastolo Calò ed un boss della camorra casertana, Vincenzo Lubrano, come mandanti dell'omicidio del sindacalista Franco Imposimato, fratello del giudice Ferdinando, ucciso a Maddaloni nel 1983. Assieme a Calò e Lubrano, sono stati condannati a 13 anni di carcere Antonio Abbate e a 7 anni Raffaele Ligato, come esecutori materiali[70][71].
- Nel 2001, venne condannato a trent'anni di reclusione per l'omicidio del giornalista Mario Francese insieme ai boss Salvatore Riina, Francesco Madonia, Nenè Geraci, Giuseppe Farinella, Michele Greco e Leoluca Bagarella[72].

### Assoluzioni
- Nel 1992, la Cassazione ha assolto definitivamente Calò insieme ai boss Bernardo Provenzano, Bernardo Brusca e Nenè Geraci come mandanti dell'omicidio del capitano dei carabinieri Emanuele Basile, avvenuto nel 1980[73].
- Nel 1998 Calò fu assolto per l'omicidio del giudice Antonino Scopelliti insieme ai boss Salvatore Riina, Francesco Madonia, Giuseppe Giacomo Gambino, Giuseppe Lucchese, Bernardo Brusca, Salvatore Montalto, Salvatore Buscemi, Nenè Geraci e Pietro Aglieri[74], che annullò la sentenza di primo grado che invece li condannava all'ergastolo[75].

## Nella cultura popolare
- Nel film I giudici (1999), diretto da Ricky Tognazzi sulla figura del giudice Giovanni Falcone, il cassiere della mafia Calò è interpretato da Eugenio Marinelli.
- Ha ispirato il personaggio di Zio Carlo nel libro Romanzo criminale, scritto nel 2002 da Giancarlo De Cataldo e riferito alle vicende realmente avvenute della Banda della Magliana. Dal libro è stato tratto il film del 2005 Romanzo criminale, diretto da Michele Placido, nel quale Zio Carlo è interpretato da Gigi Angelillo, e, nel 2008, il regista Stefano Sollima realizza la serie televisiva Romanzo criminale, dove i panni del personaggio sono vestiti da Adriano Chiaramida.
- Nel film Il traditore (2019), diretto da Marco Bellocchio sulla figura di Tommaso Buscetta, Pippo Calò è interpretato da Fabrizio Ferracane.